# Ptychadena aequiplicata
Ptychadena aequiplicata és una espècie de granota que viu a Benín, Camerun, República Centreafricana, República del Congo, República Democràtica del Congo, Costa d'Ivori, Guinea Equatorial, el Gabon, Ghana, Guinea, Libèria, Nigèria i, possiblement també, a Angola i Togo.
Està amenaçada d'extinció per la pèrdua del seu hàbitat natural.